# Mega Man 9
Mega Man 9, en japonés Rockman 9: Yabō no Fukkatsu!! (ロックマン9 野望の復活!! Rokkuman Nain Yabō no Fukkatsu!!?, lit. "Rockman 9: ¡¡La ambición revive!!"), es un videojuego de plataformas desarrollado por Capcom. Es el antepenúltimo juego original en la serie Mega Man y continúa la numeración principal paralizada desde 1996 con Mega Man 8. El juego está actualmente disponible en descarga directa mediante las plataformas virtuales PlayStation Network y Xbox Live Arcade. También en PC está disponible en el pack Mega Man Legacy Collection 2, que se encuentra en Steam.
Según el propio productor de Capcom, Keiji Inafune, que estaba trabajando en estrecha colaboración con Inti Creates en el proyecto, el juego fue desarrollado usando una gráfica de 8-bits y el motor de la música para traer de vuelta la nostalgia de los juegos de la era NES de Mega Man. Al igual Mega Man (videojuego) y Mega Man 2, Mega Man no está en condiciones de deslizarse y no tendrá un Mega Buster cargado, lo que se hizo para hacer desafío del juego y la manipulación más en línea con los dos primeros juegos de la serie. Mientras las escenas se utilizan para contar la historia, son 8-bits de naturaleza. Según Inafune, el juego es "tanto un nuevo juego de Mega Man, ya que es un nuevo juego de NES." El juego cuenta con la primera jefa Robot Master en la serie, Splash Woman.

## Historia
En el año 20XX, después de frustrar por enésima vez los planes de destrucción del Dr. Wily, hacen su aparición ocho nuevos Robots Masters que causan el caos en la ciudad. Wily acusa al Dr. Light (inventor de Mega Man) de la creación de esos ocho robots, y este es arrestado. Mega Man se ve en la obligación de detener a esos robots y de demostrar la inocencia del Dr. Light.

## Gráficos y Jugabilidad
Éste fue un Mega Man muy destacado, porque Mega Man 7, Mega Man 8 y Mega Man & Bass ya tenían modos de juego muy distintos, pero Capcom hizo algo con lo que muchos fanes de Mega Man pudieran decir que todavía es lo que recordaban en la NES, porque a pesar de que ahora se jugaba en consolas diferentes, ahora Mega Man 9 volvía a ser igual que en la NES, los mismos gráficos y modos de juego, incluso se hizo una portada oficial al estilo antiguo, recordando las viejas portadas de Mega man que tenían el mismo estilo e apariencia que esta, y el nuevo Mega Man 10 también tiene una portada de este estilo. Además, Mega Man ha perdido sus poderes de Mega Man 3 (la Barrida y cargar el Mega Buster) en adelante y se juega tal como en el primer Mega Man.

## Características
Mega Man 9 es un juego de plataformas en dos dimensiones, con un estilo gráfico similar a anteriores entregas de la saga en la consola NES así como el sonido y la música. En este capítulo de la saga se utiliza como base las características móviles que tenía el personaje en la primera y segunda entrega, eliminando de esta manera la capacidad de hacer la barrida (introducido en Mega Man 3) y la de cargar el arma principal, el Mega Buster (introducido en Mega Man 4). Pese a esto, se mantienen otras características que si aparecían en otras entregas como son el poder utilizar a Rush, Eddie y Beat.
También hay que destacar que se elimina el sistema de contraseñas y se introduce la opción de salvar partida y desbloquear logros, así como la introducción de un ranking mundial y contenidos descargables.

## Robot Masters
| Robot Maestro | Arma            | Debilidad       | N.º de serie |
| ------------- | --------------- | --------------- | ------------ |
| Concrete Man  | Concrete Shot   | Laser Trident   | DRN-065      |
| Tornado Man   | Tornado Blow    | Plug Ball       | DRN-066      |
| Splash Woman  | Laser Trident   | Hornet Chaser   | DRN-067      |
| Plug Man      | Plug Ball       | Jewel Satellite | DRN-068      |
| Jewel Man     | Jewel Satellite | Black Hole Bomb | DRN-069      |
| Hornet Man    | Hornet Chaser   | Magma Bazooka   | DRN-070      |
| Magma Man     | Magma Bazooka   | Tornado Blow    | DRN-071      |
| Galaxy Man    | Black Hole Bomb | Concrete Shot   | DRN-072      |

Aunque hay un nuevo jefe, solo en el modo Time Attack:
- ???-???: Fake Man: Es el único jefe que fue creado por el Dr. Wily y es el jefe más poderoso del juego, incluso más que el mismo Dr. Wily (Su debilidad es Jewel Satellite).

## Jefes de la Fortaleza
| Escenario | Nombre                                        | Debilidad                                                  |
| --------- | --------------------------------------------- | ---------------------------------------------------------- |
| 1         | Spike Pushers                                 | Tornado Blow                                               |
| 2         | Mega Mech Shark                               | Tornado Blow/Laser Trident                                 |
| 3         | Twin Devil                                    | Black Hole Bomb                                            |
| 4         | Repaso de Jefes Wily Máquina 9 Wily Cápsula 6 | Varios Huevos (1.ª Fase) Concrete Shot (2.ª Fase)Plug Ball |

## Contenido descargable
| Modo                | Precio                       | Día de Lanzamiento                           | Descripción |
| ------------------- | ---------------------------- | -------------------------------------------- | --- |
| Modo Proto Man      | 200 Wii Puntos/160 MS Puntos | 6 de octubre del 2008/8 de octubre de 2008   | Esta modalidad le da al jugador la posibilidad de jugar como Proto Man, el cual tiene el "Proto Buster", la capacidad de deslizarse, y utilizar su "Proto Shield" para la defensa. Sin embargo, Proto Man toma el doble del daño, tiene el doble de retroceso, dispara tiros ligeramente inferiores (puede golpear enemigos que Mega Man normalmente fallaría en el suelo) y no puede acceder a Laboratorios Light para comprar suministros. No hay ninguna historia para esta versión del juego. |
| Ataque Interminable | 300 Wii Puntos/240 MS Puntos | 6 de octubre del 2008/8 de octubre de 2008   | Mega Man tiene que hacer su camino a través de una versión "interminable" de la Fortaleza del Dr. Wily, enfrentando a enemigos difíciles, habitaciones desafiantes, y los ocho Robot Masters. Los jugadores empiezan sin vidas extra, piezas o tanques de energía, pero tiene todas las Armas Especiales. Hay 42 niveles alrededor de 3 pantallas cada una, incluyendo áreas de jefe, y el juego de azar determina cómo se generan estos.                                                         |
| Escenario Especial  | 100 Wii Puntos/80 MS Puntos  | 20 de octubre del 2008/22 de octubre de 2008 | Mega Man tiene que hacer su camino a través de la ciudad, frente a varios mini-jefes y jefes (incluido el Elefante, el Dragón, la Roca y Submarino Tiburón) para hacer frente al oficial que arrestó al Dr. Light, Fake Man. |
| Modo Héroe          | 100 Wii Puntos/80 MS Puntos  | 20 de octubre del 2008/22 de octubre de 2008 | Altera la colocación de los enemigos en el juego añadiendo enemigos en nuevos lugares. Asimismo, se modifica la ubicación de algunos de los artilugios de ambientes especiales como portales o el aumento/descenso de los bloques. Los enemigos y los jefes no se verán afectados. |
| Modo Superhéroe     | 100 Wii Puntos/80 MS Puntos  | 20 de octubre del 2008/22 de octubre de 2008 | Altera la colocación de los enemigos en el juego añadiendo enemigos a aún más lugares. Asimismo, se modifica la ubicación de algunos de los artilugios de ambientes especiales como portales o el aumento/descenso de los bloques. Los enemigos y los jefes no se verán afectados. |

## Desafíos
Si ciertos desafíos en el juego son realizados, los jugadores ganan el siguiente reconocimiento por ello.
| N.º | Desafío                        | Requisito                                                                   |
| --- | ------------------------------ | --------------------------------------------------------------------------- |
| 01  | Vals                           | Completa el juego en 120 minutos o menos.                                   |
| 02  | Tango                          | Completa el juego en 90 minutos o menos.                                    |
| 03  | Bailarín de Jazz               | Completa el juego en 120 minutos o menos.                                   |
| 04  | Revienta un Movimiento         | No fallar con el Mega Buster y completar el juego.                          |
| 05  | Agitando la Cabeza             | Derrota a 8 jefes sin tu casco.                                             |
| 06  | Salto de Conejito              | Completar cualquier escenario saltando 50 veces o menos.                    |
| 07  | Sr. Gatillo Feliz              | Completa el juego con más de 500 disparos del Mega Buster.                  |
| 08  | Doble Problema                 | Visita todos los escenarios dos veces y completar el juego.                 |
| 09  | Sr. Perfecto                   | Completa el juego sin ser dañado.                                           |
| 10  | Invencible                     | Completa el juego sin morir.                                                |
| 11  | Casi Invencible                | Completa el juego sin continuar.                                            |
| 12  | Ningún receso para el Café     | Completa el juego sin usar tanques de energía o tanques misteriosos.        |
| 13  | Zapatos Aéreos                 | Completa el juego sin caer en los agujeros.                                 |
| 14  | Mega Dieta                     | Completa el juego sin necesidad de usar más de 8 píldoras de energía.       |
| 15  | Repetición                     | Completa 4 escenarios utilizando la misma arma especial.                    |
| 16  | Pacificador                    | Completa el juego derrotando el menor número de enemigos posible.           |
| 17  | Conservacionista               | Completa el juego usando la menor cantidad de energía de las armas posible. |
| 18  | Adiós a las Armas              | Completa 4 escenarios sin usar un arma especial.                            |
| 19  | Día del Gamer                  | Completa el juego 5 veces en 1 día.                                         |
| 20  | Dosis Diaria                   | Completa el juego una vez al día durante 3 días.                            |
| 21  | ¡Whomp Wily!                   | Completa el juego una vez.                                                  |
| 22  | ¡Verdaderamente Adicto!        | Completa el juego por 10.ª vez.                                             |
| 23  | ¡Verdaderamente Incondicional! | Completa el juego por 30ma vez.                                             |
| 24  | Conquistador                   | Derrota a tu 100mo enemigo.                                                 |
| 25  | Vencedor                       | Derrota a tu 500mo enemigo.                                                 |
| 26  | Destructor                     | Derrota a tu 1000mo enemigo                                                 |
| 27  | Guerrero Mundial               | Derrota a cada tipo de enemigo.                                             |
| 28  | Fiel Mano Derecha              | Derrota a los 8 jefes con el Mega Buster.                                   |
| 29  | Paquete de Ratas               | Recoge 999 tornillos.                                                       |
| 30  | Cliente Valioso                | Compra todos los ítems.                                                     |
| 31  | Adicto a las Compras           | Compra 30 ítems o más.                                                      |
| 32  | Último hombre en pie           | Derrota a todos los jefes con una barra de energía restante.                |
| 33  | Sobreviviente                  | Derrota a un jefe con una barra de energía restante.                        |
| 34  | Rock Pesado                    | Llegar a la habitación de un jefe sin que te dañen.                         |
| 35  | Metal Pesado                   | Llegar a la habitación de un jefe sin disparar.                             |
| 36  | Metal Rápido                   | Llegar a la habitación de un jefe sin parar ni una vez.                     |
| 37  | 9 Fantásticos                  | Acumula 9 vidas.                                                            |
| 38  | Descargado Completamente       | Golpea a un jefe con todas las armas especiales antes de derrotarlo.        |
| 39  | Bombardero Azul                | Derrota a un jefe sin que te dañe.                                          |
| 40  | Peleador Ecológico             | Derrota a un jefe con sólo el Mega Buster.                                  |
| 41  | Pelea Maratónica               | Lucha contra un jefe durante 10 minutos.                                    |
| 42  | Función Rápida G               | Derrota a Galaxy Man en 10 segundos o menos.                                |
| 43  | Función Rápida C               | Derrota a Concrete Man en 10 segundos o menos.                              |
| 44  | Función Rápida S               | Derrota a Splash Woman en 10 segundos o menos.                              |
| 45  | Función Rápida H               | Derrota a Hornet Man en 10 segundos o menos.                                |
| 46  | Función Rápida J               | Derrota a Jewel Man en 10 segundos o menos.                                 |
| 47  | Función Rápida P               | Derrota a Plug Man en 10 segundos o menos.                                  |
| 48  | Función Rápida T               | Derrota a Tornado Man en 10 segundos o menos.                               |
| 49  | Función Rápida M               | Derrota a Magma Man en 10 segundos o menos.                                 |
| 50  | Función Rápida X               | Derrota al Jefe Final en 180 segundos o menos.                              |

## Curiosidades
- Hay Robot Master inspirados en los 3 guardianes de Mega Man Zero los cuales son, Magma Man, Tornado Man y Splash Woman, inspirados en Fighting Fefnir, Sage Harpuia y Fairy Leviathan respectivamente.
- Bass no aparece en este juego directamente, sino que hace un cameo al final de este en donde se ven un plano de él, en el fondo de la pantalla.
- La música del ending es un remix del tema de selección de jefe de Mega Man 2.
- Es el primer juego enumerado de la saga en donde Proto Man puede ser un personaje controlable.
- La reportera de la introducción es Chun-li de Street Fighter.
- Es el segundo juego de Mega Man con contenido descargable, el primero es Mega Man Powered Up.
- Este juego vuelve al estilo 8 bits de la era de NES. Aunque supuestamente se hizo así para que los jugadores veteranos sintiesen nostalgia, esto ha causado polémica ya que podría haber sido la verdadera razón preparar el juego muy rápidamente (los juegos de Megaman de NES podían programarse en solo 3 meses).
- La carátula americana es un cameo a las primeras portadas de Megaman en EE. UU. (siendo interesante que incluso Megaman lleva una pistola, al igual que en dichas portadas).
- Tiene el primer comercial que no es en dibujos animados en Japón, el otro sería Mega Man 10.
- Cuando Megaman derrotó al Dr Wily, salen imágenes finales de la saga de Mega Man, Mega Man 2, Mega Man 3, Mega Man 4, Mega Man 5, Mega Man 6, Mega Man 7, Mega Man 8 y Mega Man & Bass.